# Czyrwonaja Słabada
Czyrwonaja Słabada (biał. Чырвоная Слабада; ros. Красная Слобода, Krasnaja Słoboda, hist. pol. Wyzna) – osiedle typu miejskiego na Białorusi, w obwodzie mińskim, w rejonie soligorskim. W 2010 roku liczyło ok. 4,3 tys. mieszkańców.
Do 1923 roku nosiło nazwę Wyzna.
Miasto magnackie położone było w końcu XVIII wieku w powiecie nowogródzkim województwa nowogródzkiego.
W 1919-1920 była siedzibą gminy Wyzna okręgu mińskiego polskiego Zarządu Cywilnego Ziem Wschodnich.